# Transfiguratiekathedraal (Pereslavl-Zalesski)
De Transfiguratiekathedraal (Russisch: Спасо-Преображенский собор) in het centrum van het stadje Pereslavl-Zalesski is samen met de Kerk van Boris en Gleb in Kideksja een van de oudste monumenten in Noord-Rusland. De kerk van witte steen werd gebouwd in de jaren 1151-1157 door prins Ivan Aleksejevitsj Dolgoroekov.
De kruiskerk heeft drie apsissen, vier pijlers en één groene koepel. De muren van de kerk zijn 1,00-1,30 meter dik en het gebouw is 22 meter hoog.
De kathedraal was de belangrijkste kerk van Pereslavl en in de kerk werden veel prinsen gedoopt, onder wie waarschijnlijk Alexander Nevski die in 1220 werd geboren in Pereslavl-Zalesski. Ook werden hier de prinsen Dmitri Alexanderovitsj en Ivan Dmitrivitsj begraven.
Van het kerkinterieur bleef de icoon van de Transfiguratie van onze Heer van Theopanes de Griek bewaard, die zich tegenwoordig in de Tretjakovgalerij bevindt. De oorspronkelijke beschildering van de kerk ging verloren. In 1862 ontdekte men fresco's in de kerk die men liet verwijderen, maar nadat archeologen bepaalden dat terugplaatsing niet mogelijk was werden fragmenten ervan overgedragen aan een historisch museum in Moskou. Tegenwoordig heeft de kathedraal witte binnenmuren. Aan het eind van de 19e eeuw werd de kerk door Vladimir Soeslov gerestaureerd.
Sinds 2 september 1945 maakt de kathedraal deel uit van het Alexander Nevski-museum.

## Externe link

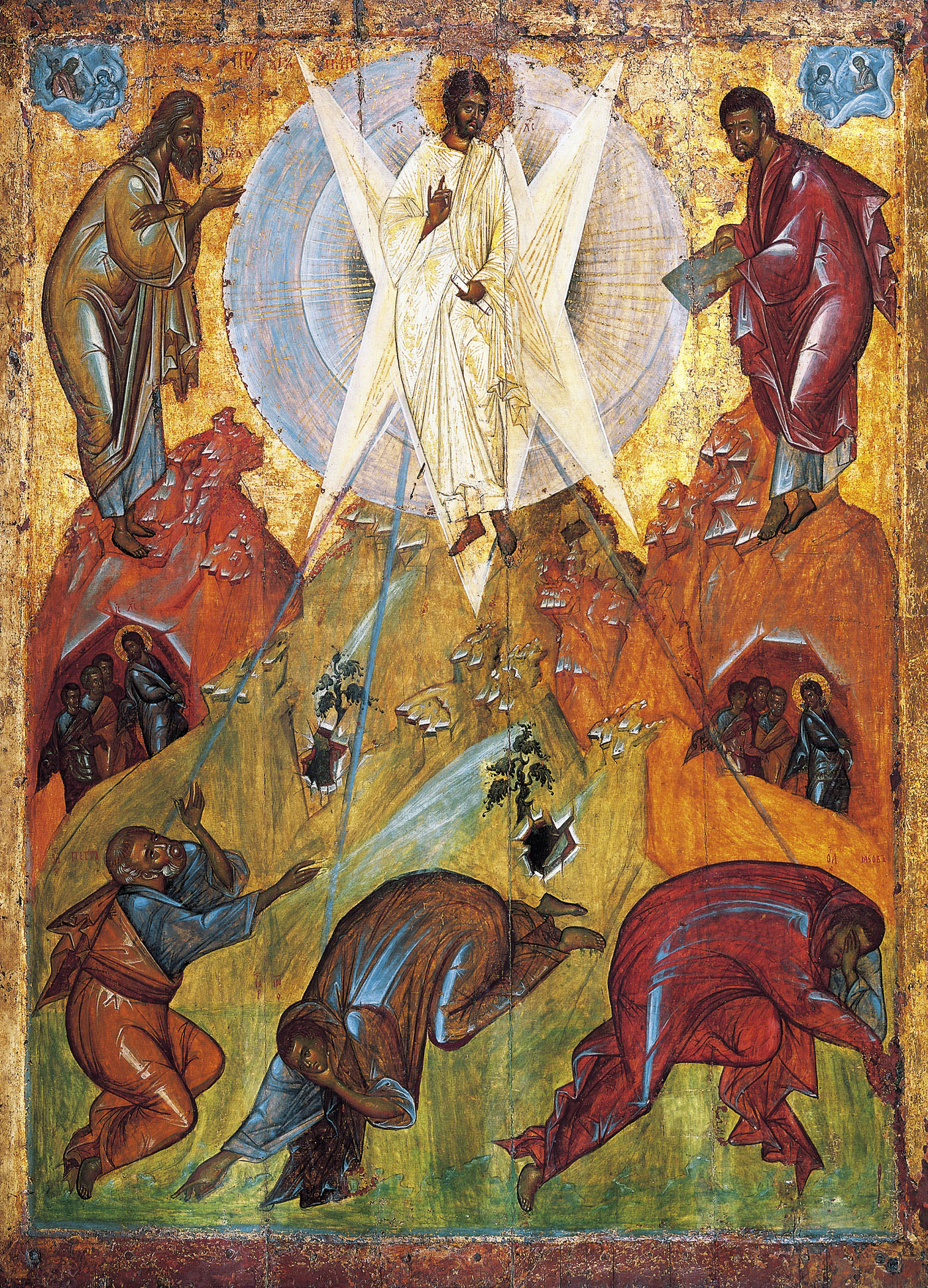
De icoon van de Transfiguratie van onze Heer (Theopanes de Griek)